# Copa Brasil de Futebol de Areia de 2011
A Copa Brasil de Clubes de Futebol de Areia ou Copa Brasil de Clubes de Beach Soccer de 2011. Essa é a primeira edição do torneio nacional, Disputada entre os dias 18 e 22 de maio, no Centro Cultural Povos da Amazônia, com 123 gols em 16 jogos. O clássico Flamengo x Vasco da Gama levou mais de 31 mil pessoas (31.549) e estabeleceu o recorde mundial de público na modalidade.
O Botafogo sagrou-se como o primeiro campeão da copa brasil, vencendo o Vasco da Gama, por 8 a 3 na decisão.

## Times Participantes
| Equipe         | Cidade         |
| -------------- | -------------- |
| Botafogo       | Rio de Janeiro |
| Corinthians    | São Paulo      |
| Flamengo       | Rio de Janeiro |
| Manaus FC      | Manaus         |
| Sampaio Corrêa | São Luís       |
| Santa Cruz     | Recife         |
| Vasco da Gama  | Rio de Janeiro |
| Vitória        | Salvador       |

| Grupo A                                                               |
| Vasco da Gama (RJ) ↔ Flamengo (RJ) ↔ Santa Cruz (PE) ↔ Manaus FC (AM) |
| Grupo B                                                               |
| Botafogo (RJ) ↔ Corinthians (SP) ↔ Vitória (BA) ↔ Sampaio Corrêa (MA) |

## Fase de grupos

### Grupo A
| Time          | Pts | J | V | V+ | D | GP | GC | SG |
| ------------- | --- | - | - | -- | - | -- | -- | -- |
| Vasco da Gama | 9   | 3 | 3 | 0  | 0 | 14 | 9  | 5  |
| Flamengo      | 5   | 3 | 1 | 1  | 1 | 12 | 10 | 2  |
| Manaus FC     | 3   | 3 | 1 | 0  | 2 | 12 | 14 | -2 |
| Santa Cruz    | 0   | 3 | 0 | 0  | 3 | 10 | 15 | -5 |

| 18 maio de 2011 | Vasco da Gama | 6 - 3 | Manaus FC | Centro Cultural Povos da Amazônia, Manaus |
| 18:30           |               |       |           |                                           |

| 18 maio de 2011 | Flamengo | 5 - 3 | Santa Cruz | Centro Cultural Povos da Amazônia, Manaus |
| 20:30           |          |       |            |                                           |

| 19 maio de 2011 | Flamengo | 4 - 3 | Manaus FC | Centro Cultural Povos da Amazônia, Manaus |
| 19:00           |          |       |           |                                           |

| 19 maio de 2011 | Vasco da Gama | 4 - 3 | Santa Cruz | Centro Cultural Povos da Amazônia, Manaus |
| 20:00           |               |       |            |                                           |

| 20 maio de 2011 | Flamengo | 3 - 4 | Vasco da Gama | Centro Cultural Povos da Amazônia, Manaus |
| 20:15           |          |       |               |                                           |

| 20 maio de 2011 | Santa Cruz | 4 - 6 | Manaus FC | Centro Cultural Povos da Amazônia, Manaus |
| 21:15           |            |       |           |                                           |

| Time           | Pts | J | V | V+ | D | GP | GC | SG |
| -------------- | --- | - | - | -- | - | -- | -- | -- |
| Botafogo       | 9   | 3 | 3 | 0  | 0 | 14 | 10 | 4  |
| Corinthians    | 3   | 3 | 1 | 0  | 2 | 9  | 9  | 0  |
| Vitória        | 3   | 3 | 1 | 0  | 2 | 8  | 9  | -1 |
| Sampaio Corrêa | 3   | 3 | 1 | 0  | 2 | 8  | 10 | -2 |

| 18 maio de 2011 | Corinthians | 4 - 2 | Vitória | Centro Cultural Povos da Amazônia, Manaus |
| 17:30           |             |       |         |                                           |

| 18 maio de 2011 | Botafogo | 4 - 4 | Sampaio Corrêa | Centro Cultural Povos da Amazônia, Manaus |
| 19:30           |          |       |                |                                           |

|  |       | Penalidades |
|  | 1 - 0 |             |

| 19 maio de 2011 | Botafogo | 4 - 3 | Vitória | Centro Cultural Povos da Amazônia, Manaus |
| 17:00           |          |       |         |                                           |

| 19 maio de 2011 | Corinthians | 2 - 3 | Sampaio Corrêa | Centro Cultural Povos da Amazônia, Manaus |
| 18:00           |             |       |                |                                           |

| 20 maio de 2011 | Vitória | 3 - 1 | Sampaio Corrêa | Centro Cultural Povos da Amazônia, Manaus |
| 17:00           |         |       |                |                                           |

| 20 maio de 2011 | Corinthians | 3 - 5 | Botafogo | Centro Cultural Povos da Amazônia, Manaus |
| 18:00           |             |       |          |                                           |

## Fase final
|  | Semifinais    | Semifinais |   |            | Final          | Final |  |
|  |               |            |   |            |                |       |  |
|  | 21 de março   |            |   |            |                |       |  |
|  | Flamengo      | 6 (2)      |   |            |                |       |  |
|  | Botafogo      | 6 (3)      |   |            |                |       |  |
|  |               |            |   |            |                |       |  |
|  |               |            |   |            | 22 de maio     |       |  |
|  |               |            |   |            | Vasco da Gama  | 3     |  |
|  |               | Botafogo   | 8 |            |                |       |  |
|  |               |            |   |            |                |       |  |
|  |               |            |   |            |                |       |  |
|  |               |            |   |            | Terceiro lugar |       |  |
|  | 21 de maio    | 21 de maio |   | 22 de maio | 22 de maio     |       |  |
|  | Vasco da Gama | 5          |   | Flamengo   | 2              |       |  |
|  | Corinthians   | 3          |   |            | Corinthians    | 5     |  |

### Semifinais
| 21 maio de 2011 | Flamengo | 6 - 6 | Botafogo | Centro Cultural Povos da Amazônia, Manaus |
| 09:30           |          |       |          |                                           |

|  |       | Penalidades |
|  | 2 - 3 |             |

| 21 maio de 2011 | Vasco da Gama | 5 - 3 | Corinthians | Centro Cultural Povos da Amazônia, Manaus |
| 11:00           |               |       |             |                                           |

### Terceiro Lugar
| 21 maio de 2011 | Flamengo | 2 - 5 | Corinthians | Centro Cultural Povos da Amazônia, Manaus |
| 08:15           |          |       |             |                                           |

### Final
| 21 maio de 2011 | Vasco da Gama | 3 - 8 | Botafogo | Centro Cultural Povos da Amazônia, Manaus |
| 09:45           |               |       |          |                                           |

## Campeão
| Copa Brasil de Beach Soccer 2011 |
| Rio de Janeiro                   |
| -------------------------------- |
| Botafogo Campeão (1° título)     |

## Prêmios
| Melhor Jogador            | Melhor Jogador |
| ------------------------- | -------------- |
| Juninho ( Botafogo)       |                |
| Artilheiro                |                |
| André ( Corinthians)      |                |
| 6 gols                    |                |
| Melhor Goleiro            |                |
| Leandro Fanta ( Botafogo) |                |

## Classificação
| Pos. | Time           |
| ---- | -------------- |
| 1º   | Botafogo       |
| 2º   | Vasco da Gama  |
| 3º   | Corinthians    |
| 4º   | Flamengo       |
| 5º   | Sampaio Corrêa |
| 6º   | Vitória        |
| 7º   | Manaus FC      |
| 8º   | Santa Cruz     |